# Ле Флор (Оклахома)
Ле Флор (енгл. Le Flore) град је у америчкој савезној држави Оклахома.

## Демографија
По попису из 2010. године број становника је 190, што је 22 (13,1%) становника више него 2000. године.
| Група             | 2000.       | 2010.       |
| Белци             | 112 (66,7%) | 103 (54,2%) |
| Афроамериканци    | 0 (0,0%)    | 2 (1,1%)    |
| Азијати           | 1 (0,6%)    | 0 (0,0%)    |
| Хиспаноамериканци | 1 (0,6%)    | 0 (0,0%)    |
| Укупно            | 168         | 190         |